# Taupiszyrka
Taupiszyrka (ukr. Тавпіширка) - szczyt w Gorganach w Karpatach Wschodnich o wysokości 1503 m n.p.m. w masywie Sywuli. W okresie międzywojennym przebiegała przez niego granica pomiędzy Polską a Czechosłowacją. Przez wierzchołek prowadzi obecnie szlak turystyczny.